# Attre
Attre (en wallon Ate-dilé-Brujlete) est une section de la commune belge de Brugelette située en Wallonie dans la province de Hainaut.
C'était une commune à part entière avant la fusion des communes de 1977.
Sis sur la Dendre orientale, le village est à quelques kilomètres de la ville d'Ath. 

## Étymologie
Le nom d’Attre trouve son origine dans le nom latin atrium[réf. nécessaire] qui anciennement était employé pour désigner le petit terrain servant de cimetière ceignant les églises.

## Évolution démographique
- Sources : INS, Rem. : 1831 jusqu'en 1970 = recensements, 1976 = nombre d'habitants au 31 décembre.

## Histoire

### XXesiècle
La commune a beaucoup souffert lors de la Première Guerre mondiale. En particulier le 9 mars 1918, une explosion a détruit dans la gare une partie des 365 wagons présents et chargés de munitions. 2/3 de ces munitions étaient des obus chimiques. Des obus ayant été projetés tout autour du lieu de l'explosion, il a fallu huit mois, et jusqu’à 800 hommes, pour nettoyer le site. On sait par les archives que 114 870 munitions chimiques et environ 14 000 fusées (pièces centrale des obus) ont été ainsi récupérées et enfouies en six lieux différents. Ces munitions ont ensuite été éliminées par les services de déminage de 1950 à 1954, puis en 2006 et en 2013 mais il ne semble pas y avoir eu d'études visant à vérifier l'absence de séquelles de pollution sur ces anciens sites d’enfouissement.

## Patrimoine et culture

### Patrimoine architectural
- Le Château d'Attre est une demeure seigneuriale construite durant la Renaissance.

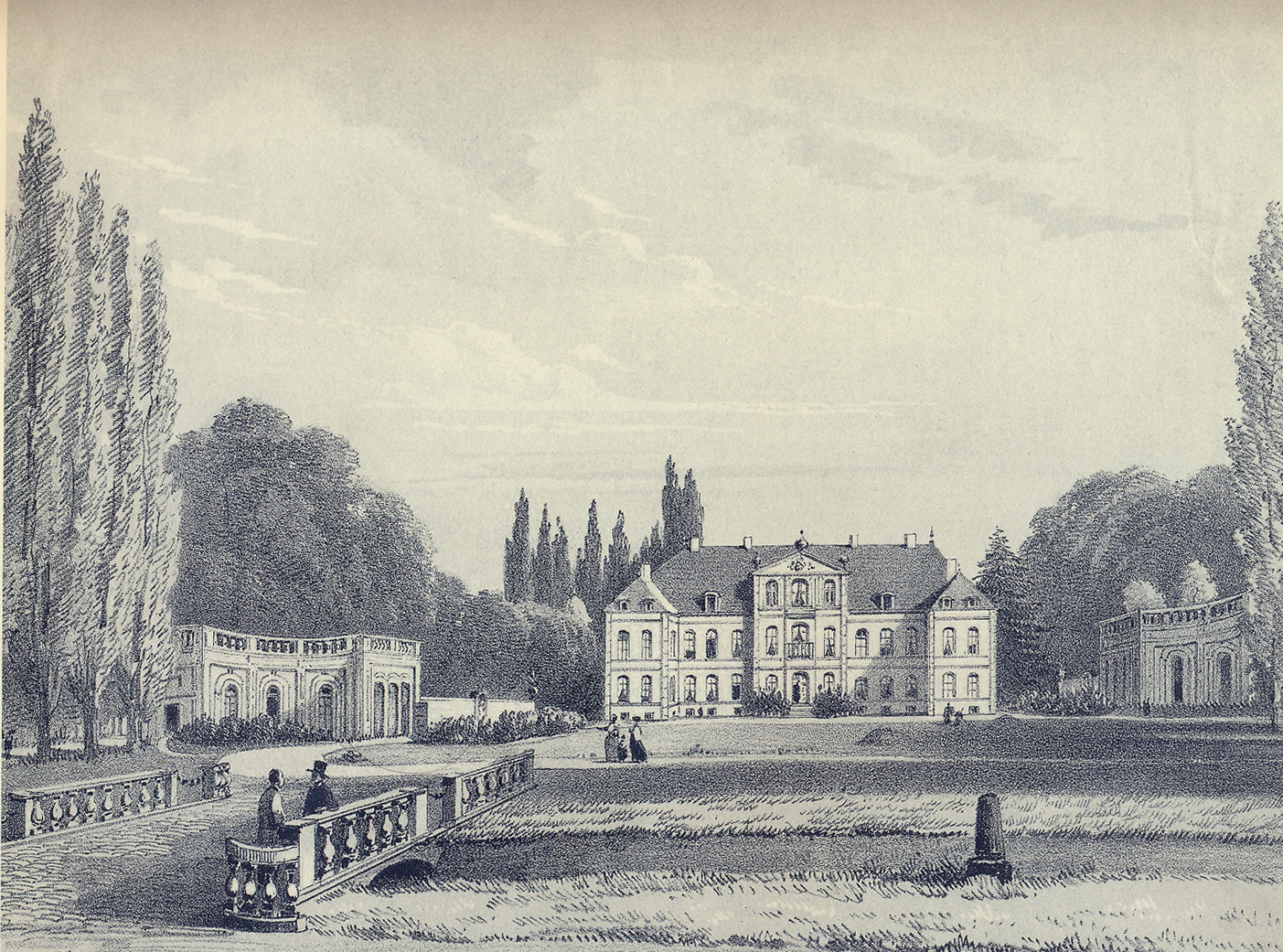
Le château d'Attre. Dessin et lithographie de Bielski (milieu du XIXe siècle).
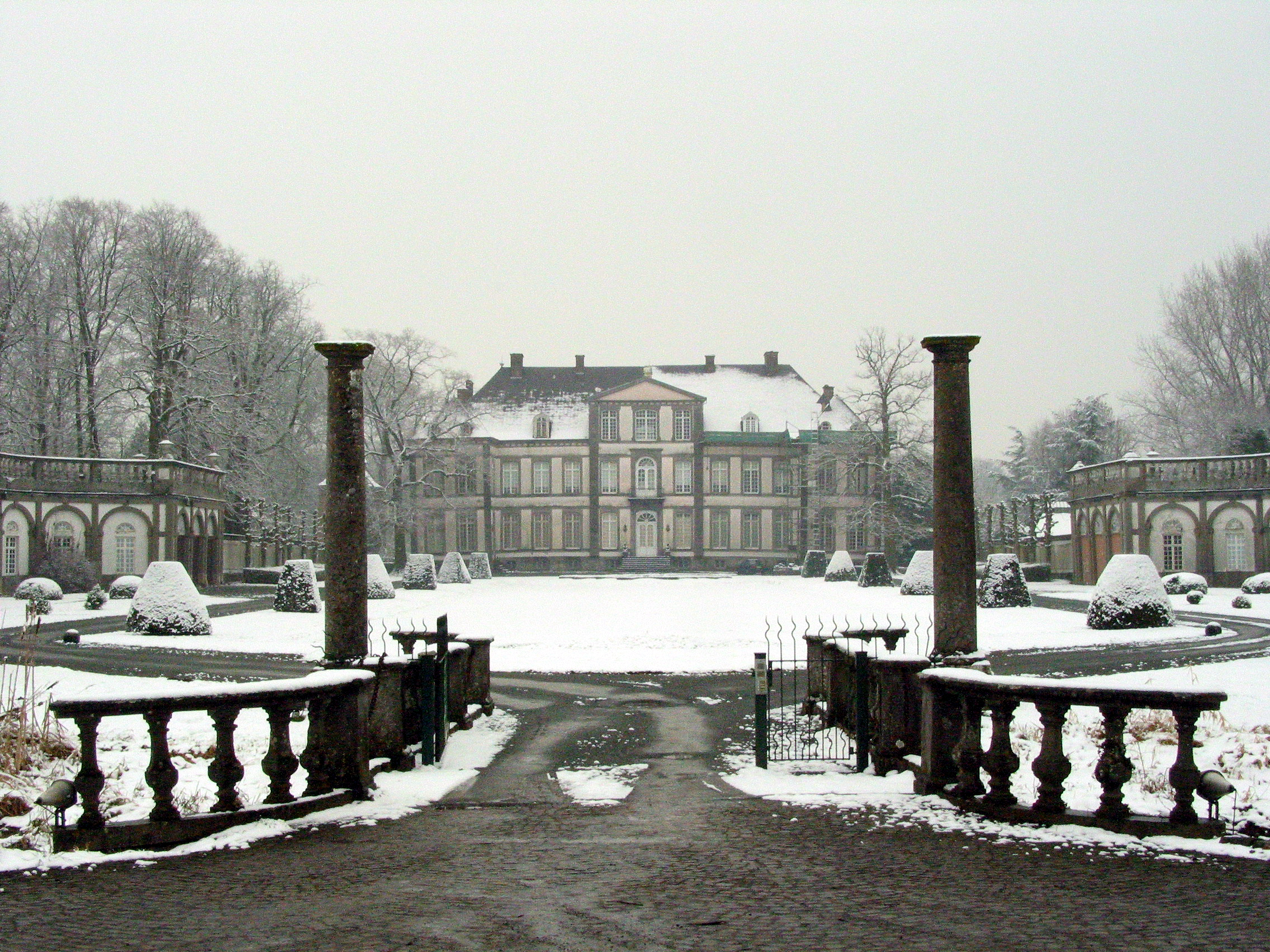
Le château et son portique d'entrée.